# Ibn Tufail
Ibn Tufail (polno arabsko ime: أبو بكر محمد بن عبد الملك بن محمد بن طفيل القيسي الأندلسي, Abu Bakr Muhammad ibn Abd al-Malik ibn Muhammad ibn Tufail al-Qaisi al-Andalusi; v latinski obliki: Abubacer Aben Tofail) arabsko-andaluzijski pisatelj, islamski filozof, teolog, zdravnik, astronom in dvorni svetovalec almohadskega kalifa Abu Jakuba Jusufa, * ok. 1110, Wadi 'Ashi, Al Andaluz, † ok. 1185, Marakeš, Maroko. Njegovo edino ohranjeno delo je prvi filozofski roman z naslovom Živi sin budnega.

## Življenje
O zgodnjih letih Ibn Tufail-a ni veliko znanega. Vemo, da je s svojim znanjem medicine, astronomije in filozofije deloval na več dvorih v islamskem delu Španije in med letoma 1163 ter 1182 opravljal funkcijo dvornega svetovalca almohadskega kalifa Abu Jakuba Jusufa na številnih področjih. Ibn Tufail je s svojimi spisi na temo astronomije in medicine, ki niso ohranjeni, so pa velikokrat omenjeni, močno vplival na svoje sodobnike. Za svojega naslednika je kalifu predlagal nadarjenega filozofa Ibn Rušda (Averroes), ki je po navodilih Tufaila prevedel in komentiral mnoga Aristotelova dela. Ibn Tufail je močno vplival tudi na svojega učenca, astronoma Al-Bitrudžija (Alpetragius), ki je tako kot Tufail iskal alternativo ptolemajskemu geocentričnem sistemu vesolja.

## Dela

### Živi sin budnega
Živi sin budnega, kar je dobesedni prevod imena glavnega junaka  (arabsko:حي بن يقظان, v latinski obliki: Ḥayy ibn Yaqẓān, angleško: Alive, son of Awake, slovensko: Živi sin budnega) po  latinskem prevodu iz leta 1671 znan tudi kot Philosophus Autodidactus in med drugim po angleško tudi kot The Improvement of Human Reason: Exhibited in the Life of Hai Ebn Yokdhan, je njegovo edino ohranjeno delo in filozofski roman, v katerem je predstavljeno avtorjevo razmišljanje o razvoju posameznika, družbenih pravilih, medicini, družbi in vlogi vere.
Zgodba se začne, ko na odročen, nenaseljen otok prispe Ḥayy ibn Yaqẓān. Ni jasno ali se je na otoku preprosto pojavil ali pa je nanj prispel kot Mojzes po pričevanju Svetega pisma. Hayy na otoku odrašča, zanj pa skrbi gazela, ki postane njegova mati. Mladi Hayy po smrti matere na njej opravi obdukcijo, saj želi spoznati, kaj je sila, ki jo je poganjala med življenjem. Sčasoma se Hayy nauči uporabljati ogenj, izdelovati orožje, oblačila, spoznava urejenost vesolja, delovanje svojega telesa in postopno v samoti s pomočjo metafizike spozna obstoj vsemogočnega stvarnika vsega.
Po 49 letih pa k njemu iz bližnjega otoka prispe Asal. Asal se je na potovanje odpravil, saj je ugotovil, da lahko najvišjo stopnjo spoznanja in čistosti doseže le v samoti. Po prvem srečanju je navdušen, ko je spoznal, da je Hayy samostojno v samoti dosegel tako stopnjo popolnosti in harmonije kot jo idealizira njegova prava vera (islam). V nekaj letih Asal Hayyja nauči svojega jezika in kulture, nato pa se svoje spoznanje odpravita razširiti med ljudstvo, ki pa ga ne sprejema in njegovo razmišljanje šteje celo za nevarno. Hayy takrat spozna, da je navadnim ljudem edini način približanja spoznanja bistva ureditev sistema kazni in nagrad, kot ga je ustvaril Mohamed.
Ko je spoznal, kako daljnoviden in premišljen je bil Alah, ko si je zamislil Koran, se je Hayy opravičil ljudstvu in se z Asalom vrnil na otok.

### Pomen dela
Roman živi sin budnega je edinstven za tisti čas. Celotno razmišljanje je bralcu podano v  urejeni in jasni obliki, kar je še posebej za islamske filozofe prava redkost. Skozi celotno delo Ibn Tufail spretno izraža svoj pogled na svet in različne ideje (odobravanje obdukcije, samoučenje, tabula rasa, doseg popolnosti s filozofijo in ne vero, ...), ki so same po sebi za tisti čas zelo napredne, a tudi nesprejemljive. Prav te in še druge napredne ideje, so bile ključne v ponovni zlati dobi dela v 17. stol., ko so se evropski filozofi, preko arabskih del seznanjali z antično filozofijo. Mnogi menijo, da je imelo delo s svojo osnovno zgodbo o človeku na osamljenem otoku vpliv na nastanek romana Robinson Crusoe Daniela Defoeja (1719). Delo je z zgodbo o posamezniku, ki sam doseže najvišja spoznanja, in družbi, ki posamezniku to onemogoča, zelo verjetno vplivalo tudi na Rousseauja in njegove poglede na vzgojo. Latinski prevod iz leta 1671 je vplival tudi na Lockeovo oblikovanje koncepta tabule rase v eseju O človeškem razumu iz leta 1690.